# Пинакоциты

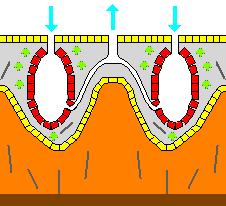
Клеточные элементы известковой губки
пинакоциты
хоаноциты
археоциты и другие типы клеток в мезоглее
мезоглея
спикулы
известковые элементы
субстрат
направление тока воды

Пинакоци́ты — покровные клетки губок. Подразделяются на экзопинакоциты, которые образуют экзопинакодерму, покрывающую тело губки снаружи; базопинакоциты, слагающие базопинакодерму, которая развивается в основании губки и прикрепляет её к субстрату; эндопинакоциты, формирующие эндопинакодерму, образующую стенки внутренних полостей и каналов водоносной системы.
В отличие от эпителиальных клеток эуметазоев пинакоциты губок могут сокращаться, принимать амёбовидную форму, перемещаться и фагоцитировать пищевые частицы, выводя непереваренные остатки наружу.
Происхождение пинакоцитов в настоящее время достоверно не известно. Существует версия, что пинакоциты образуются из колленцитов, в которые превращаются археоциты. Согласно другой гипотезе, пинакоциты образуются из серых клеток (клеток мезоглеи с серыми гранулярными включениями). Однако наиболее распространена версия, что пинакоциты дифференцируются из археоцитов мезоглеи. По-видимому, зрелые пинакоциты не делятся, хотя сохраняют способность к трансдифференцировке.
У известковых губок пинакоциты никогда не несут ресничек. Реснички отсутствуют и в трабекулярном синцитии стеклянных губок.
Установлено, что у морских губок существует ионный градиент между водой и телом губки, а у пресноводных губок пинакоциты имеют низкую осмолярность и снабжены сократительными вакуолями. Таким образом, и у морских, и у пресноводных губок пинакодерма контролирует ионный баланс мезоглеи.

## Экзопинакоциты
Экзопинакоциты снаружи выглядят как уплощённые многоугольники, похожие на чешуйки и плотно пригнанные друг к другу, образуя своего рода клеточную «брусчатку» (разделяющий мембраны соседних экзопинакоцитов межклеточный зазор обычно составляет лишь 15 нм). На продольных срезах они имеют веретеновидную (у многих обыкновенных и известковых губок, а также у всех Homoscleromorpha) или Т-образную (у многих обыкновенных и некоторых известковых губок) форму. Это очень уплощённые клетки, иногда их толщина вне ядра может составлять 1 мкм при диаметре 20 мкм.
Экзопинакоциты лишены жгутиков, но у некоторых Homoscleromorpha они несут реснички. У большинства видов между экзопинакоцитами нет специализированных межклеточных контактов, однако они связаны хорошо развитой адгезионной системой гликокаликса. У некоторых губок в местах контактов экзопинакоцитов имеются электронно-плотные утолщения мембран, похожие на опоясывающие десмосомы. Экзопинакоциты могут синтезировать и выводить на свою поверхность компоненты межклеточного матрикса, в том числе коллагена. Экзопинакоциты Homoscleromorpha имеют существенные особенности. Во-первых, они тесно связаны с подстилающим их плотным фибриллярным слоем, содержащим коллаген типа IV, ламинин и тенасцин; он идентичен базальной пластинке эпителиев позвоночных. Кроме того, они имеют жгутик и способны синтезировать спикулы.

## Базопинакоциты
Базопинакоциты — уплощённые клетки, формирующие базальную поверхность губок и обеспечивающие прикрепление к субстрату за счёт синтеза спонгина и хитина. У обыкновенных губок, имеющих массивный арагонитовый скелет, базопинакоциты участвуют в синтезе карбоната кальция. У известковых и обыкновенных губок кальций и/или магний накапливаются в везикулах базопинакоцитов и секретируются в виде аморфного материала с обращённой к субстрату стороны тела губки. Его кристаллизация стимулируется одновременным или заблаговременным выделением органического матрикса. У некоторых пресноводных обыкновенных губок базопинакоциты имеют упорядоченный цитоскелет и соединены десмосомоподобными межклеточными контактами.

## Эндопинакоциты
Эндопинакоциты выстилают приносящие и выносящие каналы водоносной системы и представляют собой уплощённые, веретеновидные на срезах клетки. Их подразделяют на прозопинакоциты, образующие приносящие каналы, и апопинакоциты, образующие выносящие каналы. У всех Homoscleromorpha и некоторых обыкновенных губок они снабжены ресничками, которые, вероятно, нужны для регуляции циркуляции воды по каналам. Эндопинакоциты, выстилающие оскулюм, как правило, снабжены 1—4 ресничками. Эндопинакоциты закрепляются во внеклеточном матриксе при помощи псевдоподиальных выростов, образуемых базальной частью клеток. Между собой они контактируют путём простого прилегания, хотя у пресноводных губок эндопинакоциты, выстилающие трубку, ведущую к оскулюму, соединены десмосомоподобными контактами. У губки Oscarella из класса Homoscleromorpha эндопинакоциты объединяются в пласты посредством десмосомоподобных контактов.